# No Snakes In Heaven
No Snakes In Heaven ist eine Alternative-Folk-Acoustic-Band aus München um die Singer-Songwriterin Micha Voigt.

## Geschichte
Michaela „Micha“ Voigt (* 1965) wuchs in Franken auf und erlernte in jungen Jahren das Gitarrespiel. Sie absolvierte in München und London die Ausbildung zur Tontechnikerin, die sie 1988 an der School of Audio Engineering in München abschloss. In München arbeitete sie als Radiomoderatorin und spielte bei der vierköpfigen Band The Run. Nach Aufenthalten in Australien, Neuseeland und Südostasien nahm sie zunächst solo unter dem Bandnamen das Album Fire Blue auf, das 2004 beim Label Redwinetunes erschien. Ab 2003 spielte sie dann im Trio und in jetziger Besetzung spielt die Band seit 2004.
Auszeiten gab es nach der Geburt ihres Sohnes und während ihres Studiums der Elementaren Musikpädagogik am Hohner-Konservatorium in Trossingen.
Das bislang jüngste Album Blue Sky (2018) wurde nach eher zurückhaltenden Instrumentierungen der Vorgänger etwas fetter produziert. Auch die Songs sind rockiger geworden. Chris Elstrodt (Folker) sagte Anfang 2019 dazu: Jeder einzelne Schluck respektive Song wird zum Fest, das langsam genossen eine stärkere Kraft entwickelt als im schnellen Konsum. Micha Voigt ist eine gestandene Frau, die keinem hippen Trend mehr folgen muss. Sie weiß genau, wie sie ihre Ausnahmestimme einzusetzen hat, wie in den Textpassagen die Gefühle durchscheinen können und wie Gitarre und Cello auf den Punkt gebracht darüber entscheiden, ob ein Song so lala oder ein Meisterwerk wird. Gitarrist Matthias Haupt, seit fünfzehn Jahren bei der Band, steuert erstmals vier eigene Songs bei, die sich perfekt in das Album eingliedern.

## Diskografie

### Alben
- 2004: Fire Blue (Redwinetunes)
- 2007: Underwater (BSC Music)
- 2013: Going Home (BSC Music)
- 2018: Blue Sky (BSC Music)

### EPs
- 2003: live (Orangehouse)
- 2004: live (Orangehouse)
- 2021: Dancer

### Samplerbeiträge
- 2005: Port Fairy's Mainstreet zu Münchensampler 5 (Kultzone München)
- 2005: Port Fairy's Mainstreet zu Schulen für Nepal (Barbara-Schmale-Stiftung München)